# Portrait de l'artiste en jeune homme

Dedalus ou Portrait de l'artiste en jeune homme (A Portrait of the Artist as a Young Man), œuvre de James Joyce, est une réécriture presque complète du roman abandonné Stephen le héros, dont le manuscrit original aurait été « détruit » dans un accès de colère pendant une dispute avec Nora Barnacle. Ce roman, largement autobiographique, montre le processus qui permet à un jeune homme d'atteindre la maturité et la conscience de soi. Le personnage principal est Stephen Dedalus, alter ego de Joyce lui-même. On y voit l'apparition de certaines caractéristiques de l'œuvre future de Joyce, notamment l'utilisation du monologue intérieur et l'évocation de la réalité psychique de préférence à la peinture de la réalité extérieure. Le roman accorde une place importante au Clongowes Wood College, établissement jésuite où Joyce fit une partie de ses études, de 1888 à 1892. 
Il figure à la 3e place dans la liste des cent meilleurs romans de langue anglaise du XXe siècle établie par la Modern Library en 1998.

## Stephen le héros
Stephen le héros (titre original : Stephen Hero) est une œuvre qui aurait été en grande partie brûlée, lors d'une dispute conjugale avec Nora Barnacle. En réalité, l'œuvre a été reprise, récrite sous une forme plus dense, pour devenir Portrait de l'artiste en jeune homme. Les pages de Stephen le héros qui avaient été écartées de cette refonte ont fait l'objet d'une publication en 1944.

## Portrait de l'artiste en jeune homme

### Style
Le roman joue énormément sur le discours indirect libre, qui permet au narrateur vraisemblablement extradiégétique de donner un aperçu des impressions et des sentiments de son jeune héros.

### Adaptation cinématographique
- 1977 : A Portrait of the Artist as a Young Man réalisé par Joseph Strick, avec Luke Johnston, Bosco Hogan, T.P. McKenna et John Gielgud.

### Traduction
Une première traduction française du roman par Ludmila Savitzky a été publiée sous le titre Dedalus en 1924 par Éditions de la Sirène. Elle a été révisée par la traductrice en 1943 et plus tard par Jacques Aubert, sous le titre Portrait de l'artiste en jeune homme en 1982 (éditions Gallimard). Une nouvelle traduction annotée de Jean-Yves Cotté est parue aux éditions Numeriklivres en 2012 et publie.net en 2013. En 2020 les Éditions du 38 impriment cette traduction.